# Romos
Romos (en hongrois : Romosz, en allemand : Rumes) est une commune du Județ de Hunedoara en Transylvanie, (Roumanie).